# Ga Đại học Kwangwoon
Ga Đại học Kwangwoon (Tiếng Hàn: 광운대역, Hanja: 光云大驛) là ga tàu điện ngầm và ga trung chuyển cho Tàu điện ngầm vùng thủ đô Seoul tuyến 1 và Tuyến Gyeongchun ở Wolgye-dong, Nowon-gu, Seoul, Hàn Quốc. Nó phục vụ bởi Tuyến 1 của hệ thống Tàu điện ngầm Seoul, là một trong những ban đầu của tuyến 1 cùng với Ga Incheon và Ga Suwon khi tuyến 1 mở cửa vào 1974. Ga Seongbuk, một trong 5 ga của tuyến 1, nằm gần đó. Hiện tại đây cũng là ga cuối phía Tây của Tuyến Gyeongchun, mặc dù xe lửa đi giữa Seoul và Chuncheon khởi hành từ Ga Cheongnyangni.

## Bố trí ga
| ↑ Wolgye ↓  | Bắt đầu·Kết thúc | Bắt đầu·Kết thúc |
| \| ２３ \|  | \| ４            |                  |
| ↑ Seokgye ↓ | ↑ Seokgye ↓      | Sangbong ↓       |

| １     | ●Tuyến 1           | ← Hướng đi Uijeongbu · Dongducheon · Yeoncheon → Tuyến Gyeongbu kết thúc một phần tại ga này                                                          |
| ２     | ●Tuyến 1           | → Hướng đi Guro · Seodongtan · Cheonan · Sinchang → → Tuyến Gyeongbu kết thúc tại ga này                                                              |
| ３     | ●Tuyến 1           | → Hướng đi Seoul · Guro · Bupyeong · Incheon → → Tuyến Gyeongin kết thúc một phần tại ga này                                                          |
| ４ ·５ | ●Tuyến 1           | → Các chuyến tàu đến và đi Cơ sở Imun và chi nhánh Seongbuk bắt đầu và kết thúc tại mỗi ga Uijeongbu · Dongducheon · Yeoncheon · Byeongjeom · Cheonan |
| ５     | ● Tuyến Gyeongchun | → Hướng đi Pyeongnae Hopyeong · Gapyeong · Chuncheon → (Các ngày trong tuần 08:44 - 20:31)                                                            |

| Tuyến và hướng                                                  | Chuyển tuyến nhanh |
| --------------------------------------------------------------- | ------------------ |
| Tuyến 1 (Hướng Yeoncheon, Đại học Kwangwoon) → Tuyến Gyeongchun | 1-3                |
| Tuyến 1 (Hướng Incheon, Seodongtan) → Tuyến Gyeongchun          | 10-2               |
| Tuyến Gyeongchun → Tuyến 1                                      | 5-4                |

## Đổi tên
Ga Seongbuk đổi tên vào 25 tháng 2 năm 2013 thành Ga đại học Kwangwoon. Trước đây là tên phụ Đại học Kwangwoon.

## Hình ảnh

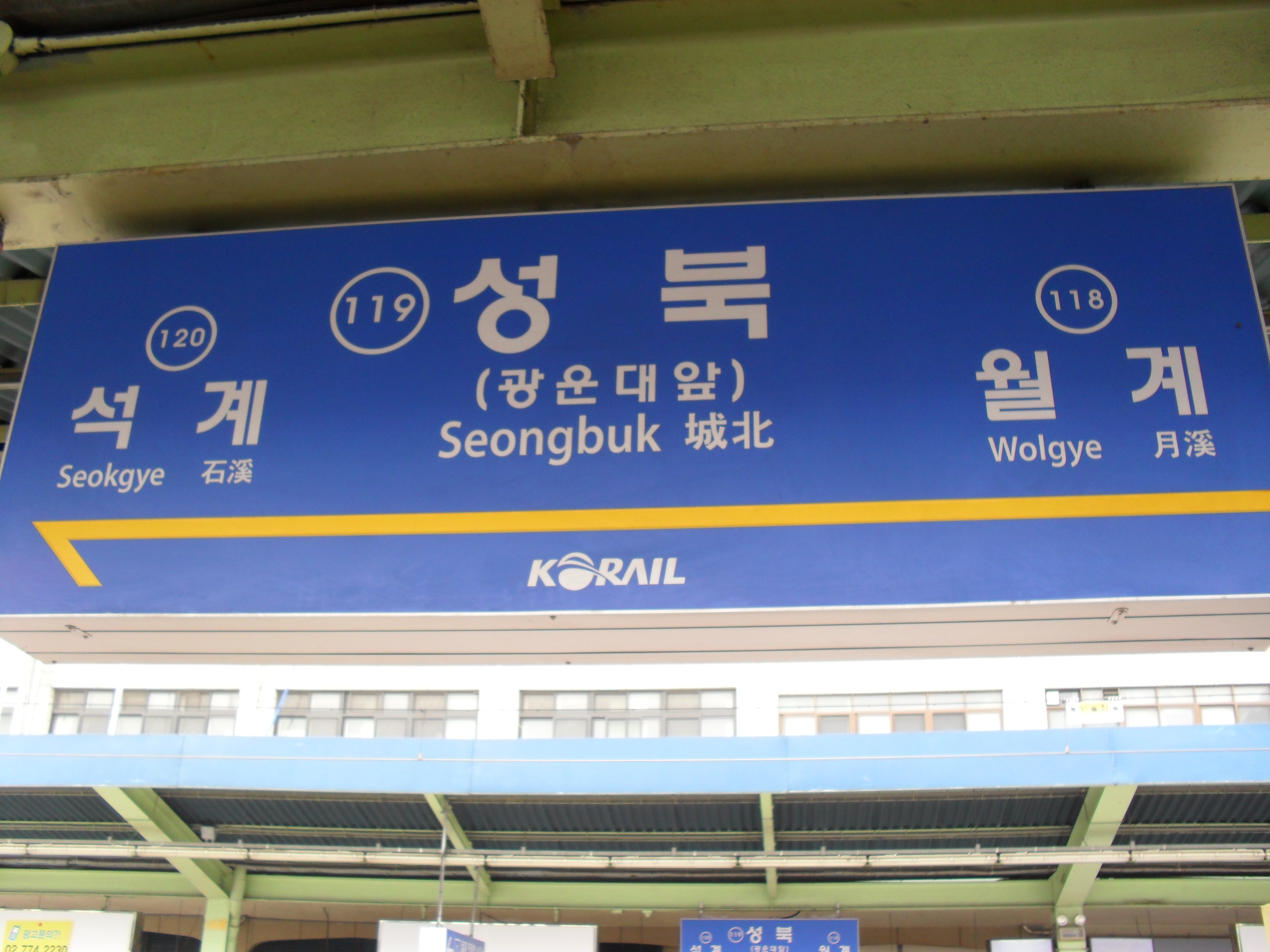
Bảng tên ga Seongbuk trước đây hướng đi Incheon·Sinchang·Seodongtan
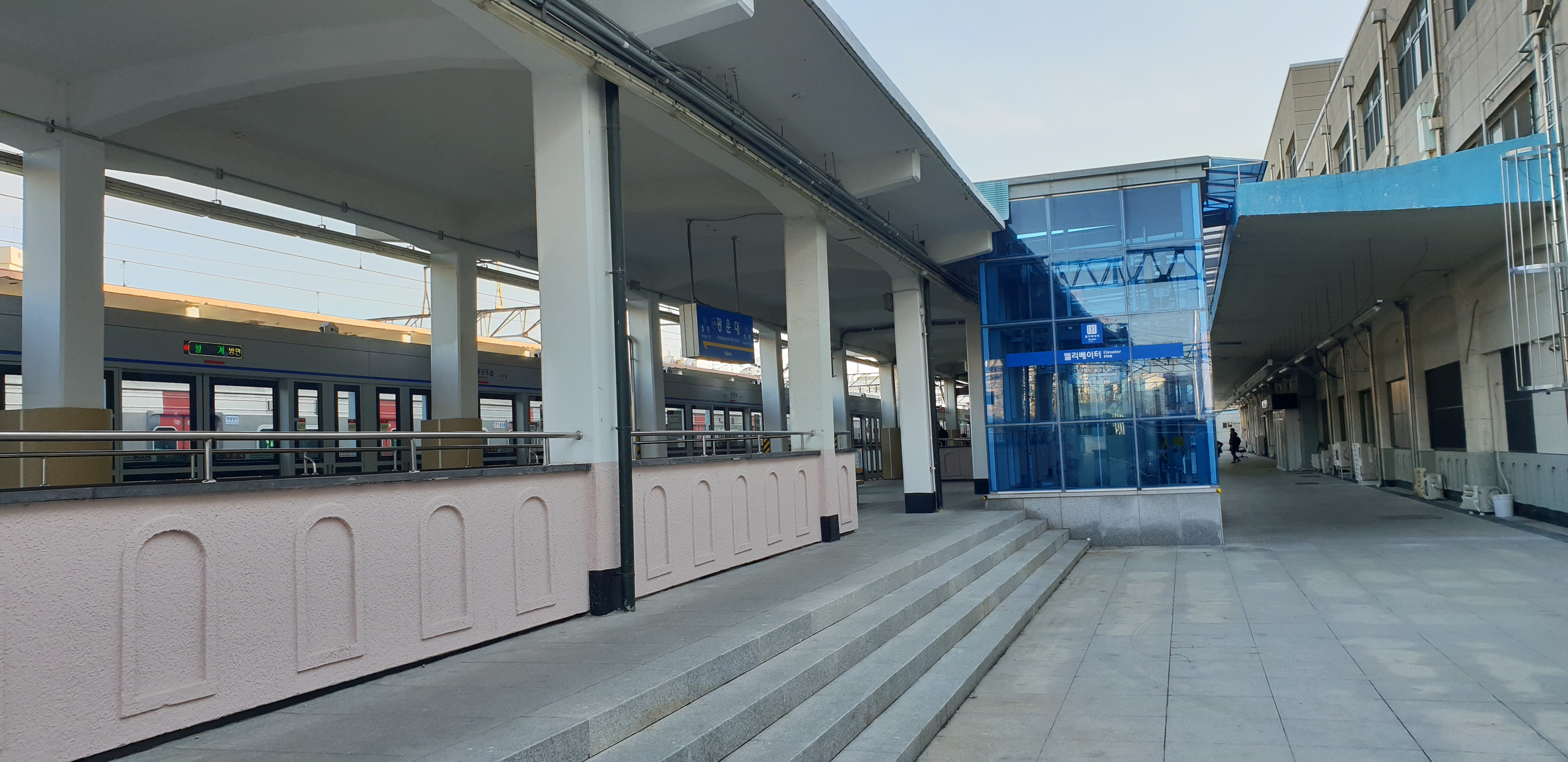
Sân ga 1 (hướng Soyosan, sau khi lắp đặt cửa chắn)
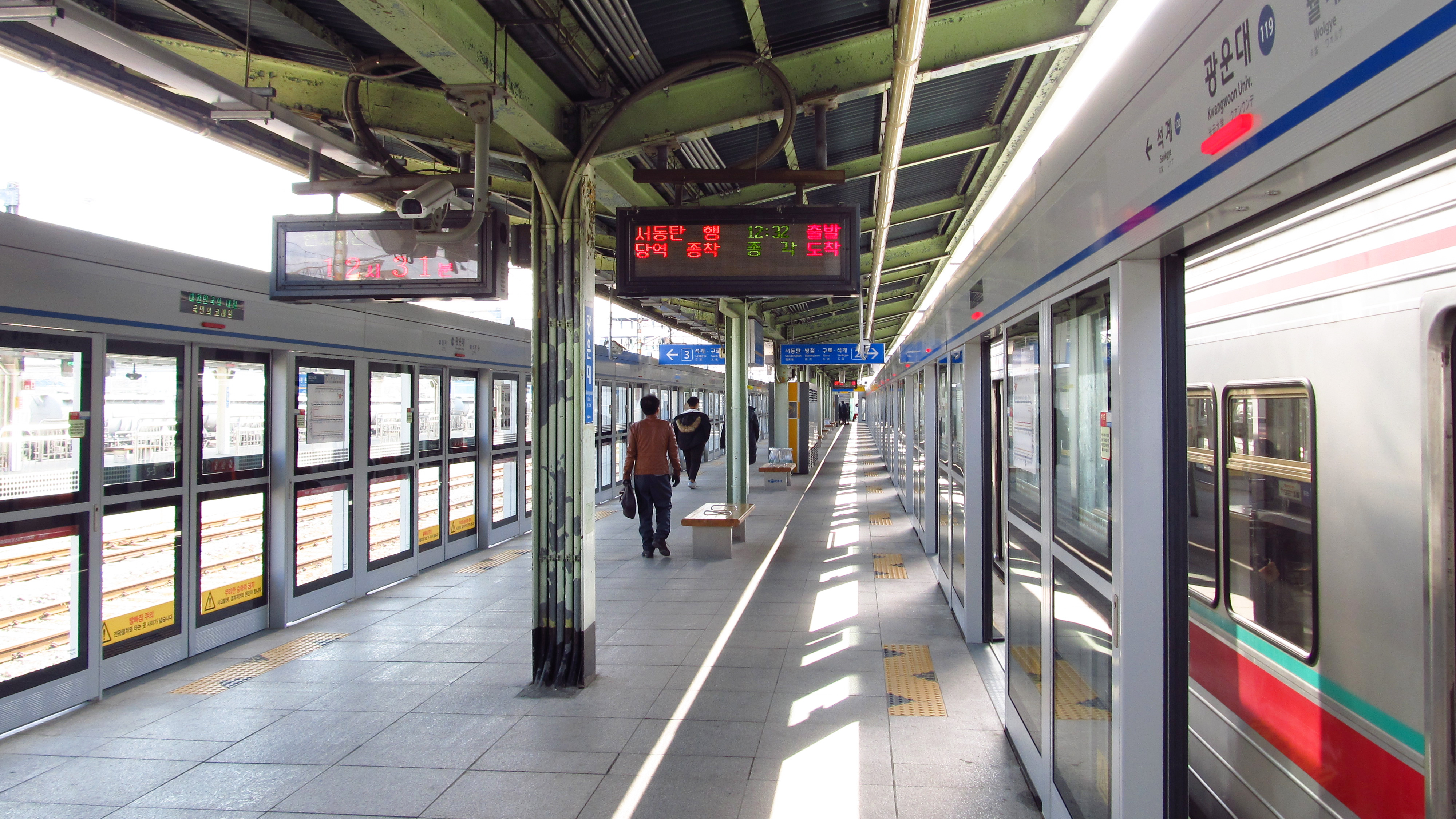
Toàn cảnh sân ga Đại học Kwangwoon ( hướng ga Seokgye hướng về Seodongtan, Byengjeom, Incheon, Guro, Seoul.)